# Athemistus puncticollis
Athemistus puncticollis là một loài bọ cánh cứng trong họ Cerambycidae.